# Уштјек
Уштјек (чеш. Úštěk) град је у Чешкој Републици. Град се налази у управној јединици Устечки крај, у оквиру којег припада округу Литомјержице.

## Становништво
Према подацима о броју становника из 2014. године град је имао 2.805 становника.